# Neurenbergse principes
De Neurenbergse principes of Nuremberg principles zijn een geheel van internationale rechtsbeginselen opgesteld na de Tweede Wereldoorlog. Het Handvest van Neurenberg, waar deze beginselen integraal deel van uitmaken, werd geschreven uit noodzaak, men moest immers een rechtsgrond hebben om de Duitse oorlogsmisdadigers te veroordelen op de Processen van Neurenberg, terwijl ze volgens het heersende Duitse recht vaak rechtmatig gehandeld hadden. Ze worden tegenwoordig ook als de basis van het internationaal strafrecht beschouwd.

## Artikel I
Iedereen die een handeling verricht die gelijkstaat aan een misdaad naar internationaal recht is daar aansprakelijk voor en kan daarvoor gestraft worden.

## Artikel II
Het feit dat het nationaal recht geen straf bepaalt voor een handeling die gelijkstaat aan een misdaad naar internationaal recht, ontheft de persoon die de handeling verrichtte niet van zijn aansprakelijkheid naar internationaal recht.

## Artikel III
Het feit dat de persoon die een handeling verrichtte die gelijkstaat aan een misdaad naar internationaal recht, dat gedaan heeft als staatshoofd of als  verantwoordelijk overheidsambtenaar, ontheft deze niet van zijn aansprakelijkheid naar internationaal recht.

## Artikel IV
Het feit dat een persoon gevolg gaf aan een bevel van zijn overheid of een hogergeplaatste, ontheft hem niet van zijn aansprakelijkheid naar internationaal recht, mits een morele keuze voor hem in feite mogelijk was.

## Artikel V
Iedere persoon die beschuldigd wordt van een misdaad naar internationaal recht heeft recht op een eerlijk proces op basis van de feiten en het recht.

## Artikel VI
De navolgende misdaden zijn strafbaar als misdaden naar internationaal recht:
§1 Misdaden tegen de vrede
Het maken van plannen voor, het bereiden van, het nemen van initiatief tot of het voeren van een aanvalsoorlog of een oorlog in strijd met internationale verdragen, overeenkomsten of garanties, of deelname aan een gemeenschappelijk plan of samenzwering voor het verrichten van eerder genoemde handelingen.
§2 Oorlogsmisdaden
Schendingen van wetten of gebruiken van de oorlog. Zodanige schendingen zullen omvatten, doch niet beperkt zijn tot moord, mishandeling of deportatie, met het oog op slavenarbeid of voor enig ander doel, van de burgerbevolking van of in bezet grondgebied, moord of mishandeling van krijgsgevangenen of van personen op zee, het doden van gijzelaars, plunderen van openbaar of particulier eigendom, willekeurige vernietiging van steden, plaatsen of dorpen, of verwoesting, welke niet door militaire noodzaak gerechtvaardigd was.
§3 Misdaden tegen de menselijkheid
Moord, uitroeiing, het in slavernij voeren, deportatie en andere onmenselijke handelingen, die voor of gedurende een oorlog bedreven zijn tegen de burgerbevolking of vervolgingen op grond van politiek, ras of godsdienst ter uitvoering van of in verband met enig misdrijf behorende tot de rechtsmacht van de Rechtbank, onverschillig of deze geschiedden al dan niet in strijd met het nationale recht van het land, waar deze daden werden bedreven.

## Artikel VII
Het medeplegen van een misdaad tegen de vrede, een oorlogsmisdaad of een misdaad tegen de menselijkheid zoals vermeld in Artikel VI, is een misdaad naar internationaal recht.